# Platysoma striativentre
Platysoma striativentre är en skalbaggsart som beskrevs av Lea 1925. Platysoma striativentre ingår i släktet Platysoma och familjen stumpbaggar. Inga underarter finns listade i Catalogue of Life.